# Alina
Alina – imię żeńskie pochodzenia germańskiego, powstałe jako forma pochodna od Adelajda, Adelina. W staropolszczyźnie pisane m.in. Alena, Helina.
Imię to może mieć też związek z mianem Halina – „ładna”, „dostojna”, „spokojna”. Alina to także pierwotna, pruska nazwa rzeki Łyny, która w młodszych formach brzmiała Alna (1251 n.e.) i Alne (1308). Alina w języku pruskim oznaczała samicę jelenia – łanię. Po litewsku słowo elnias oznacza jelenia.
Alina imieniny obchodzi: 16 czerwca i 16 grudnia.
W Kościele katolickim patronką noszących to imię jest święta Alina z Forest – belgijska męczennica z VII wieku. 
Formy imienia Alina w innych językach:
- ang. – Alina
- franc. – Aline
- hiszp. – Alina
- islan. – Alina
- norwe. – Alina
- rumuń. – Alina
- ros. – Alina (Алина)
- węg. – Alina.

## Osoby
Osoby noszące imię Alina:
- Alina Bolechowska (1924–2002) – polska sopranistka
- Alina Centkiewicz (1907–1993) – polska pisarka
- Alina Gut (ur. 1938) – polska działaczka polityczna
- Alina Janowska (1923–2017) – polska aktorka
- Alina Kabajewa (ur. 1983) – rosyjska gimnastyczka i polityk, kochanka Władimira Putina
- Alina Kowalska-Pińczak (ur. 1948) – polska dyrygentka
- Alina Margolis-Edelman (1922–2008) – polska lekarka i działaczka społeczna
- Alina Perth-Grabowska (1935–2006) – polska dziennikarka
- Alina Pienkowska (1952–2002) – polska działaczka polityczna i związkowa
- Alina Pușcău (ur. 1982) – rumuńska aktorka, modelka oraz piosenkarka
- Alina Rotaru-Kottmann (ur. 1993) – rumuńska lekkoatletka
- Alina Szapocznikow (1926–1973) – polska rzeźbiarka
- Alina Zagitowa (ur. 2002) – rosyjska łyżwiarka figurowa

Osoby noszące imię Alena:
- Alena Procházková – słowacka biegaczka narciarska
- Alena Popczanka – francuska pływaczka
- Alena Sannikawa – białoruska biegaczka narciarska
- Alena Hrycenka – białoruska ambasador w Królestwie Niderlandów

Osoby noszące imię Helina:
- Helinä Marjamaa – fińska lekkoatletka.

Postacie literackie:
- Alina – bohaterka dramatu Juliusza Słowackiego Balladyna
- Alina – bohaterka powieści Romana Bratnego Kolumbowie. Rocznik 20